# Pylades (Pantomime, augusteische Zeit)

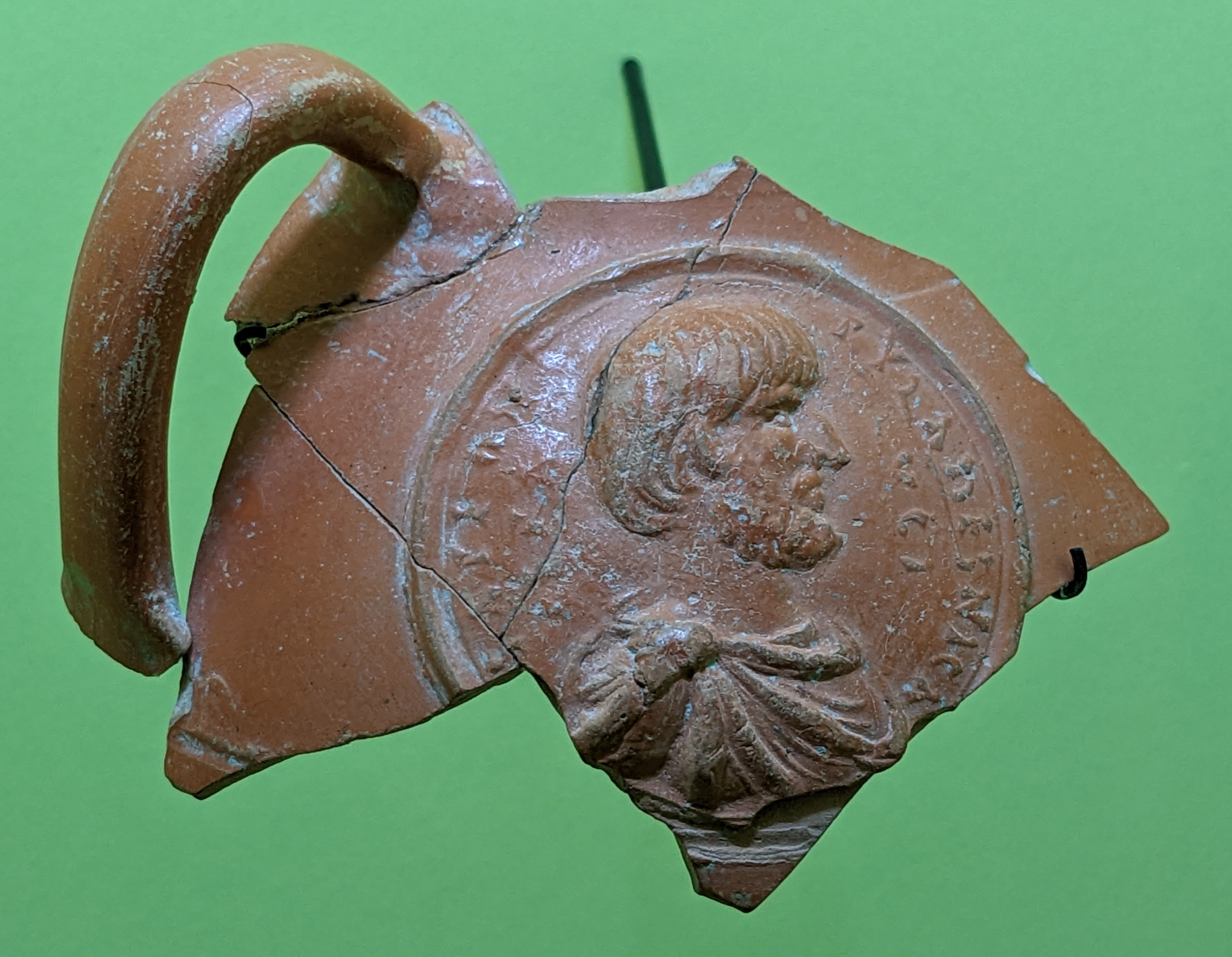
Medaillon mit dem Bildnis des Pantomimen Pylades. Terrakotta, Römische Kaiserzeit. Musée Ziem (Martigues).

Pylades (Πυλάδης; * in Kilikien, blühte 22 v. Chr. bis 2 n. Chr.) war ein freigelassener Sklave des römischen Kaisers Augustus, dem die Schöpfung der römischen tragischen Pantomime (siehe Theater der römischen Antike#Pantomimus) zugeschrieben wird.
Als Erfinder der Pantomime gelten zwei griechische Tänzer, die über höchste Protektion verfügten: Pylades, ein Freigelassener des Augustus aus Kilikien, der sich auf tragische Stoffe spezialisierte, und Bathyllus, ein Freigelassener des Gaius Maecenas aus Alexandria, der heitere Mythenparodien bevorzugte, eine komische Form der Pantomime, die sich schon bald als weniger erfolgreich erwies als die tragische Pantomime des Pylades.
Laut Sueton wurde Pylades im Jahr 17 v. Chr. von Augustus aus Italien verbannt, weil er mit dem Finger auf einen Zuschauer gezeigt hatte, der ihn kritisiert hatte. Schließlich erlaubte Augustus dem Tänzer, nach Rom zurückzukehren, ein Schritt, der zweifellos von Pylades’ unverwüstlicher Popularität bestimmt wurde. Pylades erfreute sich weiterhin populärer und kaiserlicher Gunst. Bemerkungen, die Macrobius und Cassius Dio ihm zuschreiben, weisen darauf hin, dass er dem Kaiser nahe genug war, um ihm ungestraft zu antworten.
Pylades’ Schüler Hylas soll dieselbe Kunstfertigkeit wie die seines Lehrers erreicht haben.